# Comme un garçon (chanson)
Singles de Sylvie Vartan
2'35 de bonheur
(1967, avec Carlos) Irrésistiblement
(1968)
Comme un garçon est une chanson de Sylvie Vartan issu de son album de 1967 Comme un garçon. Elle a également été publié sur un EP et en single.

## Développement et composition
La chanson a été écrite par Jean-Jacques Debout et Roger Dumas.

## Performance commerciale
La chanson est devenue le plus grand succès de Sylvie Vartan depuis La plus belle pour aller danser (1964).
Elle s'est classée no 2 en France (où elle s'est écoulée à plus de 150 000 exemplaires), no 7 en Italie, et no 8 en Wallonie.

## Liste des pistes
EP 7" 45 tours Comme un garçon / Le Jour qui vient / Le Testament / L'enfant aux papillons RCA 87046 M (1967 ou 1968, France)
A1. Comme un garçon (3:16)
A2. Le Jour qui vient (2:54)
B1. Le Testament (2:48)
B2. L'Enfant aux papillons (2:25),
Single 7" 45 tours Comme un garçon / Le Kid RCA Victor
A. Comme un garçon (3:10)
B. Le Kid (2:20)
EP 7" 45 tours RCA TP-403 (1968, Portugal
)
A1. Comme un garçon (3:10)
A2. Elle est partie (2:12)
B1. L´Oiseau (3:20)
B2. Le Kid (2:20)
Single 7" 45 tours (Canada)
A. Comme un garçon
B. Le Testament

## Classements
| Classement (1968)                       | Meilleure position |
| --------------------------------------- | ------------------ |
| Belgique (Wallonie Ultratop 50 Singles) | 8                  |
| France                                  | 2                  |
| Italie                                  | 7                  |